# Sportovec roku 1992
Sportovec roku 1992 byl 34. ročník ankety sportovních novinářů o nejlepšího sportovce Československa. Bylo to naposledy, kdy hlasující volili nejlepšího sportovce celé československé federace, která se na konci roku 1992 rozpadla. Organizátoři soutěže se rozhodli ponechat si značku a v anketě dále pokračovat v rámci samostatného Česka (z důvodu návaznosti se anketa proto nejmenuje Sportovec roku Česka, ale jen Sportovec roku). Organizátoři se tak hlásí k historickým výsledkům od založení ankety v roce 1959. Na Slovensku v roce 1993 vznikla nová anketa Sportovec roku Slovenska. V posledním federálním ročníku ankety zvítězil desetibojař Robert Změlík, který se toho roku v Berceloně stal olympijským vítězem. V kategorii kolektivů zvítězila československá hokejová reprezentace, která svou historii uzavřela dvěma bronzy - na olympiádě v Albertville a na mistrovství světa konaném v Praze a Bratislavě.

## První desítka jednotlivci
1. Robert Změlík (atletika)
2. Jan Železný (atletika)
3. Lukáš Pollert (vodní slalom)
4. Václav Chalupa (veslování)
5. Petr Hrdlička (sportovní střelba)
6. Petr Korda (tenis)
7. Miroslav Šimek – Jiří Rohan (vodní slalom)
8. Petr Barna (krasobruslení)
9. Jaromír Jágr (lední hokej)
10. Luboš Račanský (sportovní střelba)

## První trojka družstva
1. československá hokejová reprezentace
2. fotbalisté Sparty Praha
3. československé reprezentační družstvo skokanů na lyžích